# Waiting for the Barbarians (opera)
De opera Waiting for the Barbarians (Wachten op de barbaren) is een door de Amerikaanse componist Philip Glass getoonzet muziekwerk met een libretto van Christopher Hampton, naar de gelijknamige roman van John Maxwell Coetzee uit 1980. Het is de 21e opera van Glass, waarvoor het eerste idee echter al ontstond in 1991. De opera beleefde in 2005 haar première in Theater Erfurt te Erfurt.
Zoals wel vaker het geval is bij werken van Glass, heeft het muziekstuk heeft een politiek en moreel thema. Getuige zijn uitspraak tegen journalisten en publiek tijdens een voorstelling in Erfurt, ziet Glass 'beangstigende overeenkomsten' tussen het operaverhaal en de werkelijkheid van de oorlog in Irak: een militaire campagne, scènes met martelingen, gepraat over bedreiging van vrede en veiligheid in het Rijk maar zonder enig bewijs.

## Synopsis
Het verhaal gaat over de scheidslijn tussen de onderdrukkers - in het verhaal het leger en de ambtenaren van The Empire (het Rijk) - en de onderdrukten: de als barbaars en vrij beschouwde, rondtrekkende nomaden, de Barbaren uit de titel.
Een ambtenaar komt klem te zitten tussen de vrije wil van de onderdrukten, in dit geval nomaden met een ongekende vrijheid, en de onderdrukkers, in dit geval het leger, dat alles wil controleren. De onderdrukkers schuwen daarbij geen enkel middel: vermoorden, verminken en martelen. De onderdrukkers leven in de doorlopende vrees dat hun positie ondermijnd en aangetast zal worden door 'de barbaren'. De onderdrukkers worden in hun vrees bevestigd omdat de gevangengenomen 'barbaren' onder druk van verhoortechnieken en martelmethodes 'toegeven' dat er een aanval zal komen. De ambtenaar die het beste voor beide partijen wil, komt tussen de onderdrukkers en onderdrukten te zitten. Als hij even uit het lood slingert door een vrouw te helpen bij de terugkeer naar haar nomadenstam, maakt hij zich zelf verdacht en wordt op zijn beurt onderworpen aan de door hem verachte verhoortechnieken. Het leger wil de onderdrukten te lijf, maar weet ze in het onbekende en uitgestrekte gebied niet te vinden. Aan het eind zijn ze genoodzaakt zich terug te trekken. Het verhaal kan worden gezien als verwijzing naar de Apartheid, als scheidslijn tussen de beschaafde en de onbeschaafde wereld.

## Samenstelling ensemble

### Rollen
- Ambtenaar
- Kolonel
- Gevangenisbewaarder
- Barbaars meisje
- Kok
- Star
- Oude man
- Bewakers / soldaten
- Klein meisje
- Koor

### Orkest
- 2 dwarsfluiten met piccolo, 2 hobos, 2 klarinetten met A-klarinet en basklarinet, 2 fagotten;
- 4 instrument, 3 trompetten; 2 trombones met bastrombone, 1 tuba
- 5 man percussie, harp, piano / celesta;
- 12 1e violen, 10 2e violen, 8 altviolen, 6 celli en 4 contrabassen.

## Muziek
De muziek is direct herkenbaar als die van Glass, die al jaren voortborduurt op zijn stijl die hij in de jaren 70 ontwikkelde.

## Première
De première vond plaats op 10 september 2005 in Erfurt. De première werd verzorgd door het Erfurt Filharmonisch Orkest en het Erfurt Operakoor onder leiding van Dennis Russell Davies, bijna de privé-dirigent van Glass. De Nederlandse première vond plaats in Amsterdam Muziektheater 26 september 2006.

## Bron en referentie
- Uitgave Orange Mountain Music; degenen die de première verzorgden; zangers Richard Salter, Eugene Perry, Michael Tews, Elvira Soukop en Kelly God